# گیراگما
گیراگما (به لاتین: Giragma) یک منطقهٔ مسکونی در سری‌لانکا است که در استان مرکزی (سری‌لانکا) واقع شده‌است.